# Sydsudans kultur
Kulturen i Sydsudan omfatter religioner, sprog, etniske grupper, mad og traditioner for menneskerne i det afrikanske land. I de sydlige Sudan kan man se hvordan den hedenske og kristne indflydelse påvirker livet for den lokale befolkning, selvom Islam ikke er helt fraværende. Kristendommen praktiseres i forskellige former, lige fra Katolicismen til Den anglikanske kirke til andre former for kristen tro[kilde mangler]. Sådan en tro praktiseres enten af kristne eller af personer der udøver kristendommen som den var før i tiden, men de traditionelle overbevisninger er afhængige af den enkelte tilhænger.
Den sydlige sudanesiske befolkning er overvejende kristne eller har en traditionel animistiske tro. Disse animistisk overbevisninger resulterer noge gange sammenstød, med den overvejende muslimske befolkning i nord i den sudanesiske konflikt.